# Sudislav nad Orlicí
Sudislav nad Orlicí là một làng thuộc huyện Ústí nad Orlicí, vùng Pardubický, Cộng hòa Séc.